# 南塔子
南 塔子（みなみ とうこ、5月16日 - ）は日本の漫画家。血液型O型。デビュー作は「フラれた理由（わけ）」。

## 作品リスト

### 単行本
全て集英社、マーガレットコミックスより刊行されている。
- アンニュイな関係（2000年4月25日発売[3]、ISBN 4-08-847215-2）
  - アンニュイな関係（『デラックスマーガレット』2000年3月号）
  - 神様の悪戯（『デラックスマーガレット』1999年5月号）
  - その視線の先（『デラックスマーガレット』1999年11月号）
  - シュガー ベイビー ソウル（『ザ マーガレット』1999年9月号）
  - フラれた理由（わけ）（『別冊マーガレット』1997年8月号、デビュー作）
- パラダイスを探して（2001年12月14日発売[4]、ISBN 4-08-847459-7）
  - パラダイスを探して（『デラックスマーガレット』2000年9月号）
  - CRASH!（『デラックスマーガレット』2001年1月号）
  - ハートのおさかな（『デラックスマーガレット』2001年5月号）
  - 迷子の天使（『ザ マーガレット』1998年11月号）
- Try Me Boy!（2004年5月25日発売[5]、ISBN 4-08-847749-9）
  - Try Me Boy!（『ザ マーガレット』2003年10月号）
  - 星に願いを、私に君を（『デラックスマーガレット』2004年3月号）
  - くだらなくて、大切な（『別マスペシャル』2003年初夏の増刊号）
  - センチメンタルハニー（『ザ マーガレット』2004年2月号）
- 夜明け前（2005年7月25日発売[6]、ISBN 4-08-847880-0）
  - 夜明け前（『別冊マーガレット』2004年11月号）
  - 同じ宇宙の下（『別マスペシャル』2004年夏の増刊号）
  - 虹の雨（『デラックスマーガレット』2004年7月号）
  - スクラッチゴーゴー（『デラックスマーガレット』2005年3月号）
- ダブルセンティメント（2006年6月23日発売[7]、ISBN 4-08-846070-7）
  - ダブルセンティメント（『デラックスマーガレット』2006年1月号）
  - 新世界（『デラックスマーガレット』2005年9月号）
  - いろはにほへと。（『別マスペシャル』2005年春の増刊号）
  - 想われ、想う。（『デラックスマーガレット』2006年3月号）
- 偶然か運命か（2007年7月25日発売[8]、ISBN 978-4-08-846198-4）
  - 偶然か運命か（『デラックスマーガレット』2007年1月号）
  - ラインハート（『デラックスマーガレット』2007年5月号）
  - アイ・ミス（『別冊マーガレット』2006年6月号）
  - 旋律－S－（『ザ マーガレット』2003年1月号）
  - 偶然か 運命か+α（描き下ろし）
- 勉強の時間⤴（2008年8月25日発売[9]、ISBN 978-4-08-846328-5）
  - 勉強の時間⤴（『別冊マーガレット』2007年10月号）
  - So,Stand By Me（『別冊マーガレット』2008年2月号特別ふろく『別スペ VALENTINE』）
  - グリーンデイズ（『デラックスマーガレット』2008年5月号）
- さがしもの（2009年11月25日発売[10]、ISBN 978-4-08-846469-5）
  - さがしもの（『デラックスマーガレット』2009年11月号）
  - 悩みのタネ（『別冊マーガレット』2009年3月号）
  - 消せない棘（『デラックスマーガレット』2009年1月号）
  - 疾走beat（『別冊マーガレット』2008年7月号）
  - 青い紙ヒコーキ（『別冊マーガレット』2007年7月号）
- 360°マテリアル（2010年 - 2012年、全8巻）
- ReReハロ（2013年 - 2016年、全11巻）
- テリトリーMの住人（2017年 - 2020年、全11巻）
- 恋のようなものじゃなく[注 1]（『別冊マーガレット』2020年12月号[11] - 2023年7月号[12]、既刊7巻）
  1. 2021年3月25日発売[13][14]、『別冊マーガレット』2020年12月号[11] - 2021年3月号、ISBN 978-4-08-844479-6
  2. 2021年7月21日発売[15]、『別冊マーガレット』2021年4月号 - 7月号、ISBN 978-4-08-844507-6
  3. 2021年11月25日発売[16]、『別冊マーガレット』2021年8月号 - 11月号、ISBN 978-4-08-844544-1
  4. 2022年3月25日発売[17]、『別冊マーガレット』2021年12月号 - 2022年3月号、ISBN 978-4-08-844603-5
  5. 2022年7月25日発売[18]、『別冊マーガレット』2022年4月号 - 7月号、ISBN 978-4-08-844687-5
  6. 2022年11月25日発売[19]、『別冊マーガレット』2022年8月号 - 11月号、ISBN 978-4-08-844703-2
  7. 2023年3月24日発売[20]、『別冊マーガレット』2022年12月号 - 2023年3月号、ISBN 978-4-08-844752-0

### 文庫本
集英社文庫から刊行されている。
- 南塔子 恋愛女子短編集 ダブル センティメント（2018年4月18日発売[21][22]、ISBN 978-4-08-619726-7）
  - ダブルセンティメント（『デラックスマーガレット』2006年1月号）
  - Try Me Boy!（『ザ マーガレット』2003年10月号）
  - 星に願いを、私に君を（『デラックスマーガレット』2004年3月号）
  - 勉強の時間⤴（『別冊マーガレット』2007年10月号）
  - さがしもの（『デラックスマーガレット』2009年11月号）
  - 神様の悪戯（『デラックスマーガレット』1999年5月号）
  - 青い紙ヒコーキ（『別冊マーガレット』2007年7月号）
  - 想われ、想う。（『デラックスマーガレット』2006年3月号）

### 単行本未収録作品
- 悩める少年少女（『デラックスマーガレット』1999年1月号）
- 2〜トゥー〜（『別冊マーガレット』2006年8月1日増刊号『ラブ★コン スペシャル』）
- ReReハニ〜SOS大作戦〜[注 2]（『別冊マーガレット』2013年9月号[23]、『別冊マーガレット』2014年2月号別冊ふろく『BETSUMA 50TH ANNIVERSARY SPECIAL TRIBUTE Vol.2』[24]）